# Niklas Kühl

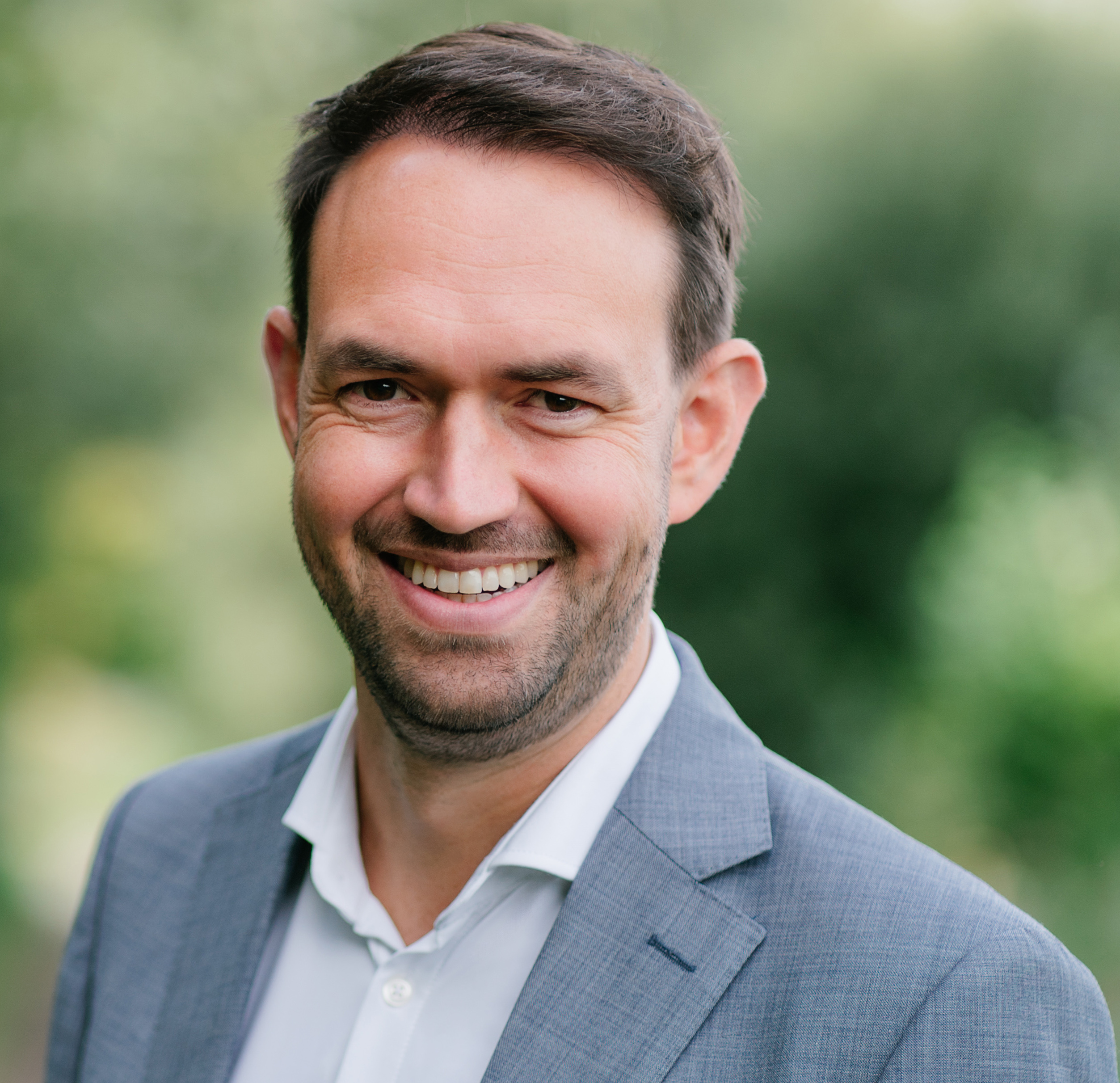
Niklas Kühl (2023)

Niklas Kühl (* 1987) ist ein deutscher Wirtschaftsinformatiker und Universitätsprofessor an der Universität Bayreuth.

## Werdegang
Kühl besuchte die Alexander-von-Humboldt-Schule Wittmund, wo er 2007 sein Abitur ablegte. Er studierte Wirtschaftsingenieurwesen am Karlsruher Institut für Technologie (KIT) im Bachelor und im Master. Danach promovierte er, ebenfalls am KIT, im Bereich Wirtschaftsinformatik zum Thema Needmining: Automated Analytical Support For Customer Need Elicitation. Nach seiner Promotion gründete er das Applied AI in Services Lab am KSRI, welches er bis Februar 2023 leitete. 2020 begann er bei IBM als Managing Consultant im Bereich Data Science. Seit März 2023 ist er Professor an der Universität Bayreuth und führt den Lehrstuhl für Wirtschaftsinformatik und humanzentrische Künstliche Intelligenz. Er ist weiterhin in leitender Funktion am Fraunhofer-Institut für Angewandte Informationstechnik tätig sowie Direktor am Kernkompetenzzentrum Finanz- und Informationsmanagement (FIM). 2023 wurde er als Experte in den Ausschuss für Wissenschaft und Kunst im Bayerischen Landtag zum Thema „Chancen und Risiken von KI im Wissenschaftsbetrieb“ berufen.